# Cristoforo Moro
Cristoforo Moro (ur. 1390, zm. 10 listopada 1471) – doża Wenecji od 1462 do 2 listopada 1471.